# Uršlja Gora
Uršlja Gora – wieś w Słowenii, w gminie Ravne na Koroškem. W 2018 roku liczyła 26 mieszkańców.